# Иман аль-Гобори
Иман аль-Гобори — врач Международной организации по миграции, международной организации по оказанию помощи в Ираке.
Иман окончила медицинскую школу в Багдаде, но не захотела вступать в партию Баас Саддама Хусейна и поэтому уехала из Ирака на работу в Йемен. В 2003 году после начала войны она вернулась в Ирак и работала в отделении неотложной помощи. Позже, в том же году, она начала работать в Международной организации по миграции, которая занимается организацией лечения людей в больницах, расположенных в 19 странах. Иман лечит детей, ищет тех, кто нуждается в специализированной помощи, организует её получение, а также работает над улучшением медицинского обслуживания в Ираке.
В 2008 году она получила Международную женскую премию за отвагу.